# Tommy Schlesser
Tommy Schlesser, es un actor y modelo luxemburgués conocido por haber interpretado a Jacques Clemens en la serie Comeback.

## Biografía
Tommy habla con fluidez francés, inglés y alemán.
Desde el 2006 sale con Jill Morbach.

## Carrera
En el 2011 se unió al elenco de la serie Comeback donde interpretó a Jacques Clemens, hasta el 2013.
Desde el 2012 aparece en los comerciales para la televisión de "Kichechef".

## Filmografía[2]

### Series de Televisión
| Año         | Título                       | Personaje       | Notas        |
| ----------- | ---------------------------- | --------------- | ------------ |
| 2014 - 2015 | Gute Zeiten schlechte Zeiten | Eicke Habicht   | -            |
| 2013 - 2014 | Wat Elo?                     | Divers          | -            |
| 2012 - 2014 | Comeback                     | Jacques Clemens | 24 episodios |

### Películas
| Año  | Título                               | Personaje | Notas |
| ---- | ------------------------------------ | --------- | ----- |
| 2016 | Long Lost                            | Jerome    | corto |
| 2014 | Butsch                               | Tommy     | corto |
| 2021 | Pan de limón con semillas de amapola | Mathias   |       |